# 1974.
◄ | 19. stoljeće | 20. stoljeće | 21. stoljeće | ►
◄ | 1940-ih | 1950-ih | 1960-ih | 1970-ih | 1980-ih | 1990-ih | 2000-ih | ►
◄◄ | ◄ | 1971. | 1972. | 1973. | 1974. | 1975. | 1976. | 1977. | ► | ►►
Arhitektura • Astronautika • Astronomija • Biologija • Film • Fotografija • Glazba • Kazalište • Kemija • Kiparstvo • Knjige • Književnost • Kršćanstvo • Meteorologija • Medicina • Planinarstvo • Politika • Pravo • Promet • Slikarstvo • Strip • Šport • Televizija • Znanost • Zrakoplovstvo • Željeznički promet
1974. (rimski: MCMLXXIV) bila je 73. godina 20. stoljeća i 973. godina drugoga tisućljeća.

## Događaji
- 1. siječnja – U Jastrebarskom je osnovan Hrvatski šumarski institut.
- 22. siječnja – Pred Capitolom održan prvi Hod za život u Washingtonu.
- 21. veljače – Usvojen novi Ustav SFRJ
- 16. svibnja – Josip Broz Tito proglašen doživotnim predsjednikom SFRJ
- 30. kolovoza – Željeznička nesreća u Zagrebu
- 9. listopada – Švicarska zrakoplovna tvrtka Swiss Air prevezla je na jug stotine tisuća lastavica kako bi ih spasila od nenadane rane hladnoće.
- 29. listopada – Kod Gospića poginuo hrvatski proturežimski gerilski dvojac Matičević – Prpić.
- 28. prosinca – U Bangladešu je vlada uvela izvanredno stanje u zemlji koje je dopuštalo premijeru Mujibu Rahmanu gotovo neograničenu političku moć.

### Glazba
- 15. svibnja – Bill Wyman basist sastava The Rolling Stones, objavljuje svoj prvi samostalni album Monkey Grip

## Rođenja

### Siječanj – ožujak
- 13. siječnja – Dražen Šivak, hrvatski glumac
- 23. siječnja – Tiffani Thiessen, američka glumica
- 30. siječnja – Christian Bale, britanski glumac
- 7. veljače – Steve Nash, američki košarkaš
- 27. veljače – Carolina Fadic, čileanska glumica hrvatskog porijekla († 2002.)
- 3. ožujka – David Faustino, američki glumac i pjevač
- 5. ožujka – John Paul Pitoc, američki glumac
- 11. ožujka – Sven Šestak, hrvatski glumac
- 13. ožujka – Tomislav Bekić, hrvatski operni pjevač
- 15. ožujka – Dmitrij Sautin, ruski skakač u vodu
- 24. ožujka – Alyson Hannigan, američka glumica
- 29. ožujka – Marc Gené, španjolski vozač automobilističkih utrka
- 30. ožujka – Tomislav Butina, hrvatski nogometni vratar

### Travanj – lipanj
- 5. travnja – Sandra Bagarić, hrvatska operna pjevačica, televizijska i filmska glumica
- 26. travnja – Ivana Miličević, američka glumica hrvatskih korijena
- 28. travnja – Penélope Cruz, španjolska glumica
- 15. svibnja – David Vurdelja, hrvatski hip-hop pjevač, glumac i osnivač sastava Bolesna braća
- 24. svibnja – Nikša Marinović, hrvatski glumac
- 30. svibnja – Cee Lo Green, američki pjevač
- 12. lipnja – Jason Mewes, američki glumac
- 18. lipnja – Kenan İmirzalıoğlu, turski glumac i model
- 24. lipnja – Ivan Šipić, hrvatski političar
- 26. lipnja – Ecija Ojdanić, hrvatska glumica

### Srpanj – rujan
- 14. srpnja – Siniša Skelin, hrvatski veslač
- 18. srpnja – Vincenzo Montella, talijanski nogometaš
- 26. srpnja – Željko Sopić, hrvatski nogometni trener
- 29. srpnja – Afroman, američki reper i gitarist
- 29. srpnja – Josh Radnor, američki glumac
- 30. srpnja – Hilary Swank, američka glumica
- 14. kolovoza
  - Christopher Gorham, američki glumac
  - 14. kolovoza – Silvio Horta, američki scenarist i TV producent, autor Ružne Betty († 2020.)
- 10. kolovoza – Goranka Tuhtan, hrvatska operna pjevačica
- 19. kolovoza – Janko Rakoš, hrvatski glumac
- 5. rujna – Romina Yan, argentinska glumica († 2010.)
- 13. rujna – Lil' ½ Dead, američki reper, pjevač i tekstopisac
- 14. rujna – Hicham El Guerrouj, marokanski atletičar
- 15. rujna – Juraj Aras, hrvatski kazališni i televizijski glumac
- 18. rujna – Xzibit, američki reper i glumac
- 23. rujna – Layzie Bone, američki reper

### Listopad – prosinac
- 6. listopada – Walter Centeno, kostarikanski nogometaš
- 28. listopada – Joaquin Phoenix, američki glumac
- 2. studenog – Nelly, američki reper
- 5. studenog – Dado Pršo, hrvatski nogometaš
- 11. studenog – Leonardo DiCaprio, američki glumac
- 8. prosinca – Julian Rachlin, litavski violinist
- 17. prosinca – Giovanni Ribisi, američki glumac
- 19. prosinca – Jasmila Žbanić, bosanskohercegovačka redateljica
- 27. prosinca – Masi Oka, američki glumac

### Nepoznat datum rođenja
- Vanessa Radman – hrvatska glumica

## Smrti

### Siječanj – ožujak
- 2. veljače – Imre Lakatos, britanski filozof mađarskog porijekla (* 1922.)
- 25. veljače – Gabrijel Jurkić, hrvatski i BiH slikar (* 1886.)
- 14. ožujka – Mato Lovrak, hrvatski književnik (* 1899.)
- 21. ožujka – Ivona Petri, hrvatska glumica (* 1897.)

### Travanj – lipanj
- 14. svibnja – Ljubo Babić, hrvatski slikar, povjesničar umjetnosti i likovni pedagog (* 1890.)
- 18. lipnja – Georgij Žukov, sovjetski general i maršal (* 1896.)

### Srpanj – rujan
- 11. srpnja – Pär Lagerkvist, švedski književnik (* 1891.)
- 24. srpnja – Viktor Tabaković, hrvatski alpinist (* 1948.)
- 24. srpnja – Nenad Čulić, hrvatski alpinist (* 1949.)
- 24. srpnja – Ante Bedalov, hrvatski alpinist (* 1952.)
- 24. srpnja – Urso Vrdoljak, hrvatski alpinist (* 1942.)
- 29. srpnja – Erich Kästner, njemački književnik (* 1899.)
- 29. srpnja – Cass Elliot, američka pjevačica (* 1941.)
- 26. kolovoza – Charles Lindbergh, američki avijatičar (* 1902.)
- 21. rujna – Walter Brennan, američki glumac (* 1894.)

### Listopad – prosinac
- 24. listopada – Bartol Petrić, hrvatski slikar (* 1899.)
- 29. listopada – Ivan Matičević, hrv. politički emigrant i revolucionar
- 29. listopada – Mate Prpić, hrv. politički emigrant i revolucionar
- 13. studenoga – Vittorio De Sica, talijanski filmski redatelj i glumac (* 1901.)
- 3. prosinca – Władysław Bukowiński, poljski blaženik (* 1904.)

## Nobelova nagrada za 1974. godinu
- Fizika: Martin Ryle i Antony Hewish
- Kemija: Paul John Flory
- Fiziologija i medicina: Albert Claude, Christian de Duve i George E. Palade
- Književnost: Eyvind Johnson, Harry Martinson i Aleksandar Solženjicin
- Mir: Seán MacBride i Eisaku Sato
- Ekonomija: Gunnar Myrdal i Friedrich Hayek

## Vanjske poveznice
|  | Zajednički poslužitelj ima još gradiva o temi 1974. |